# Wapen van Vallei en Veluwe

Wapen van het waterschap Vallei en Veluwe

Het wapen van Vallei en Veluwe werd op 10 maart 2015 per koninklijk besluit aan het waterschap Vallei en Veluwe verleend. Het waterschap ligt in de provincies Utrecht en Gelderland en het wapen bevat dus symbolen uit beide provincies.

## Blazoenering
De blazoenering luidt als volgt:
Gedeeld; | in zilver een kruis van keel; || in sinopel een mispelbloem van zilver, geknopt en gepunt van goud. Het schild gedekt met een gouden kroon van vijf bladeren en gehouden rechts door een kraanvogel en links door een hert, beide van natuurlijke kleur.
Het is een gedeeld wapen en bestaat uit een linker en een rechter zijde. De rechter zijde bestaat uit een Utrechts kruis met daaromheen vier zilveren vlakken. De linker zijde bestaat uit een mispelbloem met daaromheen een groen vlak. De schildhouders zijn de kraanvogel met in zijn poot een steen en aan de andere kant een hert. Opmerkelijk is dat de steen niet in de officiële beschrijving van het wapen is vermeld. Ten slotte het schild is gedekt met een Markiezenkroon.

## Geschiedenis
Op 14 februari 2014 een jaar na de fusie, vroeg het waterschap de Hoge Raad van Adel een wapen te ontwerpen en aan het waterschap voor te leggen. Dit werd ook gedaan. Uit het ontwerp dat de Hoge Raad van Adel ontwierp zijn een paar dingen uit de wapens van de voormalige waterschappen Vallei en Eem en Veluwe overgenomen. De kraanvogel komt uit het wapen van Het College ter directie van den Slaperdijk en het hert uit het wapen van het polderdistrict Arkemheem. Het waterschap stemde met het wapen in en zo werd het ontwerp op 10 maart 2015 het wapen van Vallei en Veluwe.

## Verwante wapens

Het wapen van Arkemheen
Het wapen van Het College ter directie van den Slaperdijk
Het wapen van Vallei en Eem
Het wapen van Veluwe

Aa en Maas ·
Amstel, Gooi en Vecht ·
Brabantse Delta ·
Delfland ·
De Dommel ·
Hollands Noorderkwartier ·
Hollandse Delta ·
Limburg ·
Hunze en Aa's ·
Noorderzijlvest ·
Rijnland ·
Rivierenland ·
Schieland en de Krimpenerwaard ·
De Stichtse Rijnlanden ·
Vallei en Veluwe ·
Vechtstromen · 
Fryslân